# Szkodliwy szpital
Szkodliwy szpital (ang. The Hostile Hospital) – ósmy tom serii książek pt. Seria niefortunnych zdarzeń, napisanej przez Daniela Handlera pod pseudonimem Lemony Snicket. Jej akcja toczy się w szpitalu, w którym rodzeństwo Baudelaire próbuje znaleźć informacje na temat organizacji WZS oraz losu swoich rodziców. 